# Франк Корчи
Франк Корчи (алб. Korçë frangê, фр. Franc) — денежная единица Автономной албанской республики Корча, созданной на территории Албании, занятой в 1916 году французскими войсками. Введена в 1917 году. В 1921 году заменена новой денежной единицей — скендером.
Выпускалась только в виде банкнот:
- 1917 год: 1/2, 1 франк;
- 1918 год: 1/2, 0,50, 1 франк;
- 1920 год: 50 сантимов, 1, 5 франков[1].